# Cirrothauma magna
Cirrothauma magna is een inktvissensoort uit de familie van de Cirroteuthidae. De wetenschappelijke naam van de soort is voor het eerst geldig gepubliceerd in 1885 door Hoyle.